# 中華傳道會李賢堯紀念中學
中華傳道會李賢堯紀念中學 （英語：CNEC Lee I Yao Memorial Secondary School），為香港一所政府津貼男女文法中學。

## 簡介
中華傳道會李賢堯紀念中學辦學團體為基督教中華傳道會。校舍座落於葵盛盛福街一號。一九八一年九月，校舍建築工程尚未完成，第一年的六班中一暫借鄰近之栢立基教育學院校友會李一諤紀念學校校舍上課，至八二年九月，正式遷入現址。但因為去水管問題，九月一日開學後，需放假十日以便完成工程。
校舍首年使用時只得中一、中二及中六，故可外借部分樓層給迦密愛禮信中學使用。
此校曾一度與同系許大同學校及呂明才小學結為「聯繫學校」，有25%中一學額預留予小六畢業生，惟目前該安排已經終止。

## 校訓及辦學宗旨
校訓：信義忠誠

## 刊物
- 《堯聲》

## 姊妹中小學

### 中學
- 中華傳道會劉永生中學（柴灣）
- 中華傳道會安柱中學（石梨）

### 小學
- 中華傳道會許大同學校（葵興）
- 中華傳道會呂明才小學（青衣）

## 外部連結
- 中華傳道會李賢堯紀念中學（页面存档备份，存于）